# 桂枝助
桂 枝助（かつら えだすけ、1943年（昭和18年）3月22日 - 2004年（平成16年）1月2日）は、東京都墨田区出身の落語家。本名∶小林 光久。生前は落語芸術協会所属。出囃子は『串本節』。

## 来歴
1958年3月、二代目桂枝太郎に入門し、前座名「桂小枝」を名乗る。
1963年3月、二ツ目昇進し「桂枝松」に改名。
1974年4月、三遊亭圓輔と三遊亭若馬と共に真打昇進し「枝助」と改名。
2000年6月、落語芸術協会監事に就任。2004年1月2日に膵臓がんのため死去。60歳没。

## 芸歴
- 1958年3月 - 二代目桂枝太郎に入門、前座名「小枝」。
- 1963年3月 - 二ツ目昇進、「枝松」に改名。
- 1974年4月 - 真打昇進、「枝助」と改名。

## 役職
- 2000年6月 - 落語芸術協会監事に就任

## 人物
血液型はO型。二ツ目時代、桂小文治（２代目）の家の掃除を命じられ、小文治が大切に育てていた庭の石灯籠のコケを落としてピカピカに磨き上げ、大激怒されたというしくじり話がある。

## 芸風
古典落語、新作落語を両方こなした。長井好弘は「軽くて明るくて見てて気持ちがいい、こっちが負担にならない、まさに寄席向きの芸人さんでした」と語っている。

## 弟子
- 桂枝松 - 枝助没後初代三笑亭夢丸門下へ移籍

### 廃業
- 桂枝六